# Acanthodium rigidum
Acanthodium rigidum är en bladmossart som beskrevs av Mitten 1868. Acanthodium rigidum ingår i släktet Acanthodium, klassen egentliga bladmossor, divisionen bladmossor och riket växter. Inga underarter finns listade i Catalogue of Life.